# Критичність ядерного реактора
Критичність — стан ядерного реактора, в якому ланцюгова ядерна реакція є самопідтримуваною, тобто коли реактивність дорівнює нулю. У надкритичних станах реактивність більше нуля.

## Застосування
Критичність — це нормальний робочий стан ядерного реактора, в якому ядерне паливо підтримує ланцюгову реакцію поділу. Реактор досягає критичності (і вважається критичним), коли кожен поділ вивільняє достатню кількість нейтронів для підтримки поточної серії ядерних реакцій.
Міжнародне агентство з атомної енергії визначає дату першої критичності як дату, коли реактор вперше стає критичним. Це важлива віха в будівництві та введенні в експлуатацію атомної електростанції .